# هومریک
هومریک یا یونانی هومری (به انگبیسی: Homeric Greek)، شکلی از زبان یونانی است که در سرودهای ایلیاد، ادیسه و سرودهای هومری به‌کار رفته‌است. این یک زبان ادبی یونان باستان است که از یونانی یونی، با برخی از اشکال یونانی آئولیک، تعدادی از یونانی آرکادی قبرسی، و شکل نوشتاری متؤثر از آتیک تشکیل شده‌است. بعدها یونانی حماسی نامیده شد زیرا به‌عنوان زبان شعر حماسی، معمولاً در هگزامتر داکتیلیک، توسط شاعرانی مانند هزیود و تئوگنیس استفاده می‌شد. ترکیبات در یونانی حماسی ممکن است از اواخر قرن ۵ پس از میلاد باشد، و در پایان دوران باستان کلاسیک از کار افتاد.

## واژگان
هومر (در ایلیاد و ادیسه) از حدود ۹۰۰۰ کلمه استفاده می‌کند که از این تعداد ۱۳۸۲ اسم خاص است. از ۷۶۱۸ کلمه باقی‌مانده ۲۳۰۷ کلمه لگومن هاپاکس هستند. به گفته محقق کلاسیک کلاید فار، ایلیاد دارای ۱۰۹۷ لگومن هاپکس است، درحالی‌که ادیسه 868". با این حال، دیگران این واژه را متفاوت تعریف کرده‌اند و تعداد کمی در ایلیاد ۳۰۳ و در ادیسه ۱۹۱ است.

## نویسندگان هومریک
- هومر
- هزیود
- تئوگنیس
- آپولونیوس رودسی
- کوئینتوس اسمیرنئوس
- نونوس
- نویسنده (های) سرودهای هومری